# Coreura adamsi
Coreura adamsi är en fjärilsart som beskrevs av Percy I. Lathy 1899. Coreura adamsi ingår i släktet Coreura och familjen björnspinnare. Inga underarter finns listade i Catalogue of Life.